# Au sixième jour

Au sixième jour (D-Day the Sixth of June) est un film américain réalisé par Henry Koster et sorti en 1956.
Film de guerre avec des passages de type soap box opera, le film est atypique dans la filmographie du réalisateur.

## Synopsis
Deux soldats américains attendant le débarquement de Normandie en 1944 sont amoureux de la même jeune femme.

## Fiche technique
- Titre : Au sixième jour
- Titre original : D-Day the Sixth of June
- Réalisation : Henry Koster
- Distribution : 20th Century Fox
- Producteur : Charles Brackett
- Scénario : Harry Brown et Ivan Moffat d'après le roman The Sixth of June de Lionel Shapiro[2]
- Photographie : Lee Garmes
- Musique : Lyn Murray
- Montage : William Mace
- Durée : 106 minutes
- Dates de sortie: 
  - États-Unis : 29 mai 1956
  - France : 12 décembre 1956
- Affiche : Boris Grinsson (France)

## Distribution
- Robert Taylor : Captain Brad Parker (VF: Jean Davy)
- Richard Todd : Lieutenant Colonel John Wynter
- Dana Wynter : Valérie Russell
- Edmond O'Brien : Lieutenant Colonel Alexander Timmer (VF: Claude Péran)
- John Williams : Brigadier  Russell
- Robert Gist : Major Dan Stenick
- Richard Stapley : David Archer
- Ross Elliott : Major Mills
- Alex Finlayson : Colonel Doug Harkens